# 和田貞夫
和田 貞夫（わだ さだお、1925年1月5日 - 2016年12月18日）は、日本の政治家。元日本社会党（のち社会民主党）衆議院議員（4期）。

## 来歴
大阪府和泉市出身。1943年（昭和18年）、成器商業学校卒。
1947年（昭和22年）、大阪府庁に入る。大阪府職員組合自治労大阪本部を立ち上げて書記長に就任。1951年（昭和26年）、日本社会党に入党。後に大阪府本部政審会長などを歴任する。1959年（昭和34年）、大阪府議会議員選挙に立候補して当選、3期務める。
1971年（昭和46年）、堺市長選挙に立候補するため、府議を辞職。同選挙には元自民党府議の中井信夫（元府議会議長）、元民社党府議の土師半六も立候補し、激戦となったが、土師に2000票余の差で次点に終わった。
1972年（昭和47年）、第33回衆議院議員総選挙に旧大阪5区から立候補して初当選。通算4期、務めた。
1974年（昭和49年）、兵庫県で部落解放同盟が日本共産党の教師たちにリンチ糾弾をおこなった八鹿高校事件に際しては、部落解放同盟による暴力はなかったとの立場をとり、「赤旗や兵庫民報による背筋の寒くなるようなデマ」の存在を申し立てた。もっとも、1975年には和田自身が衆院で「いかにも八鹿高校の問題が、原因を抜きにいたしまして、ただリンチ事件、暴力事件があった、これを部落解放同盟がやっているのだという誇張された宣伝」と述べ、八鹿高校における暴力の存在を認めた上で、その原因を問題にするレトリックへ乗り換えてしまっている。
1974年、三味線の材料として猫が捕獲されている問題で動物愛護団体が声を上げた際、三味線づくりが被差別部落の伝統産業であることから和田は猫捕獲の存続を訴え「（ネコ）捕獲の状況というものを続けていけるように配慮をしてこの保護法の施行にあたって処理してもらいたい」と衆院で要請。このため、早稲田大学法学部教授の杉山春康から「犯罪となるおそれのある業を「同和」のために容認せよと言うことは、同和行政を考えるときには本末転倒の議論ではないでしょうか。いわれなき差別と恥辱を受けている方々の事については、もっと積極的な施策によって、その対策を考えていくのが国政というものではないでしょうか。和田議員の発言は、むしろ差別と蔑視を温存していく考えであると私には思えてしかたがありません」と反論を受けた。
1995年4月、勲二等瑞宝章を受章。1996年に、政界を引退した。2016年12月18日、細菌性肺炎のため死去。91歳没。

## 著書
- 『草莽の臣』（明石書店、2004年）